# Nomocharis farreri
Nomocharis farreri là một loài thực vật có hoa trong họ Liliaceae. Loài này được (W.E.Evans) Cox miêu tả khoa học đầu tiên năm 1924.